# Schillkalkstein

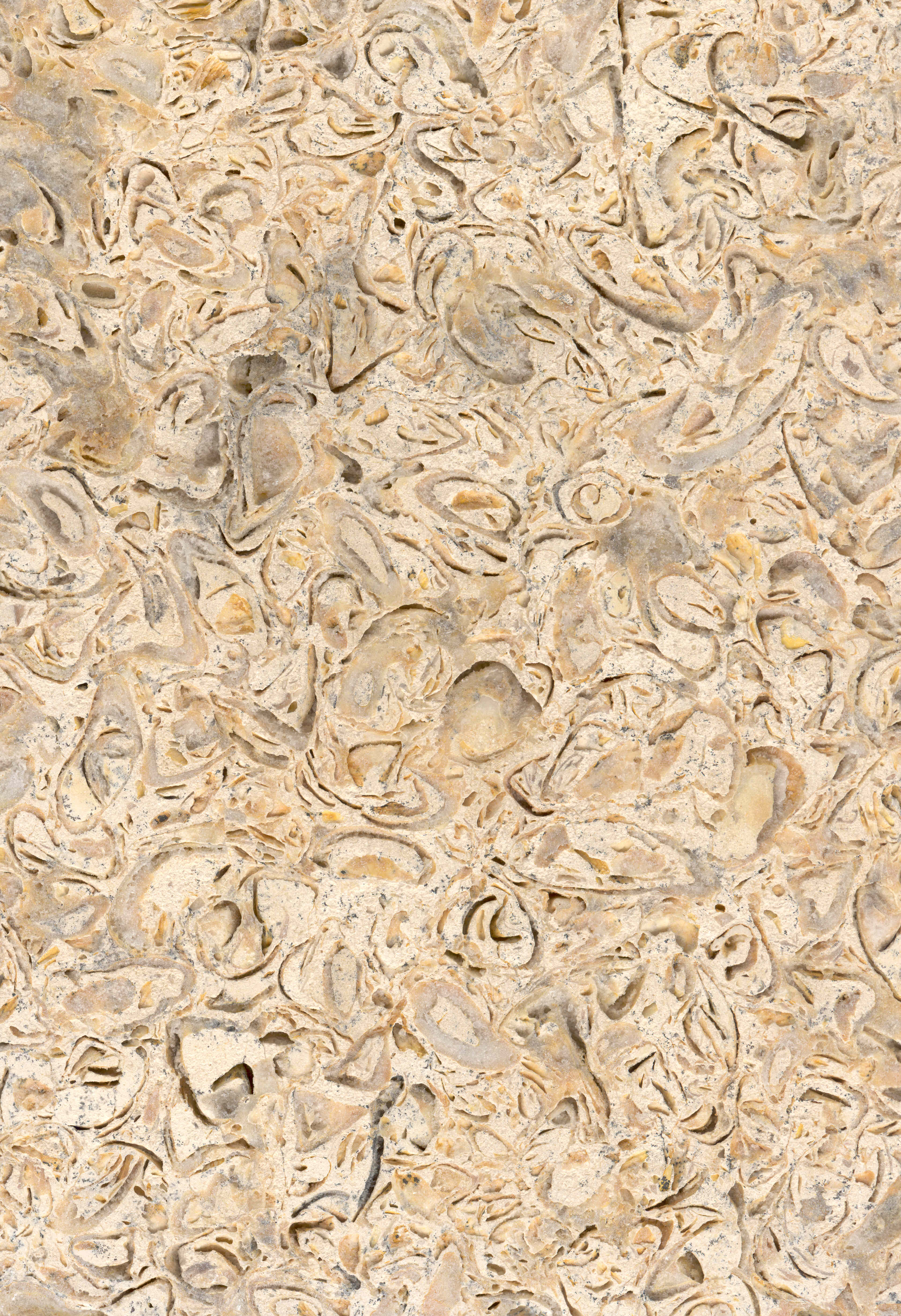
Schillkalk Domurcali (Türkei, europäischer Teil)

Als Schillkalk (Muschelbrekzie, Lumachelle, Schalentrümmerkalk, irreführend mitunter „Muschelkalk“) bezeichnet man Fossilkalke, die nahezu vollständig aus Versteinerungen abgestorbener Tiere (Muscheln, Brachiopoden, seltener Schnecken sowie aus Bruchstücken dieser Schalenreste) bestehen. Es handelt sich um klastisch-biogene Sedimentgestein. Die mineralische Zusammensetzung dieser Gesteine besteht überwiegend aus Calciumcarbonat CaCO3, Tonmineralen und Eisenoxiden. Diese Gesteine sind kalkgebunden und sie haben entweder offene Zwischenräume oder diese sind mit Kalkschlämmen verfüllt und verfestigt. Die Färbung ist zumeist beige bis rotbraun.
Als Schill werden Ablagerungen von tierischen Skeletten aus Kalk bezeichnet, die vor allem an den Meeresküsten oder in der Flachsee entstehen.

## Natursteinsorten
- Gauinger Schillkalk, Gauingen (Bayern)
- Tengener Schillkalk, Tengen bei Schaffhausen (Baden-Württemberg)